# Asaphoceras
Asaphoceras – rodzaj głowonogów z podgromady amonitów.
Żył w okresie jury (synemur).